# Enfant terrible (mythologie)
L’enfant terrible est un type de personnage apparaissant dans les contes et les mythes de plusieurs cultures d'Afrique de l'Ouest, principalement de langue bambara et malinké. Reconnaissables aux circonstances inhabituelles qui entourent leur naissance et à une précocité extraordinaire, les enfants terribles se rendent coupables de comportements transgressifs, souvent destructeurs voire suicidaires, qui laissent la société impuissante. Selon les cas, ils peuvent finir par retourner au monde divin dont ils proviennent ou se changer en puissances bienveillantes.
Il ne doit pas être confondu avec "l'enfant terrible", expression française apparue au XIXe siècle pour désigner un type d'enfant désobéissant et effronté qui révèle la duplicité de la société des adultes dans une forme de candeur naïve ou avec une impertinence voulue, manifestant ainsi son génie. Ce type est notamment représenté dans les célèbres lithographies de Paul Gavarni au XIXe siècle ou dans le roman Les Enfants terribles de Jean Cocteau au XXe siècle. Il est également employé pour désigner des écrivains français, tels que Baudelaire, Flaubert, Rimbaud, ou Cocteau, dont les œuvres impertinentes dévoilent les mensonges des sociétés de leur siècle.

## Dans les littératures orales ouest-africaines
Dans les contes et mythes oraux ouest-africains, l'enfant terrible peut être un personnage unique ou une paire de jumeaux. Il peut s'agir de garçons et/ou de filles. Il se caractérise par une naissance singulière : il peut s'agir de deux jumeaux, ou du cadet, ou simplement d'un enfant prodige dont la gestation ne s'est pas passée de façon ordinaire. Dans certains contes, il l'enfant terrible possède toutes ses dents dès la naissance, est aussitôt capable de parler et de marcher et se donne lui-même un nom. Dans les sociétés pratiquant la circoncision et/ou l'excision, l'enfant terrible des contes est aussi caractérisé comme incirconcis. Chez les Bambaras, les enfants terribles sont reconnaissables à des attributs vestimentaires tels que des coquillages ou des bracelets et ils sont rattachés à l'univers de la brousse où l'on considère qu'ils sont protégés par des génies. 
Les deux autres grandes caractéristiques des enfants terribles sont leur force surnaturelle et leur comportement déconcertant, excentrique voire maléfique, dont ils sont parfois eux-mêmes les victimes. Ils peuvent ainsi détruire l'héritage paternel, s'en prendre à leur famille et à leurs amis et rendre un mal pour un bien au mépris de toutes les règles sociales et morales. Leur comportement confine parfois au suicide (ils peuvent littéralement scier la branche sur laquelle ils sont assis).
Dans certains récits, l'histoire du ou des enfants terribles rejoint les mythes cosmogoniques : les enfants terribles se métamorphosent en foudre ou en pluie ou encore montent au ciel. Dans d'autres, ils deviennent finalement bienfaisants en terrassant un dragon qui dévastait la région ou un oiseau qui avait volé le soleil.

## Analyses
Jacques Chevrier souligne la singularité du type des enfants terribles ouest-africains, en dépit de ce que l'expression « enfant terrible » peut évoquer chez des lecteurs européens. Il s'agit de personnages déroutants, d'autant que le public de ces récits apprécie leur comportement transgressif pour leur audace et leur ingéniosité. Ce paradoxe s'explique par le fait que les enfants terribles ressortissent en réalité au monde non-humain, voire au monde divin, et que leurs actes en apparence absurdes doivent être interprétés comme les signes d'une connaissance supérieure.

## Postérité dans les arts
Dans le conte Izé-Gani, publié par l'écrivain nigérien Boubou Hama en 1985, Izé-Gani, le personnage principal du conte, est un enfant terrible qui devient peu à peu une figure bienveillante.
L'Enfant terrible, court métrage d'animation belge de Kadiatou Konaté réalisé en 1993, met en scène un enfant terrible.